# Доктрина невизначеності закону
Доктрина невизначеності закону — доктрина в американському конституційному праві, згідно з якою закон є недійсним та таким, що не має законної сили, якщо він є занадто розпливчатим для розуміння пересічним громадянином. Є кілька причин, за якими закон може вважатися невизначеним; загалом, закон може бути названий недійсним з причин невизначеності, коли пересічний громадянин не може в цілому визначити, які особи регулюються законом, яка поведінка заборонена, а також те, яке покарання може бути призначено. Кримінальні закони, які, наприклад, не стверджують явно і виразно, яка поведінка заслуговує на покарання, є недійсними через невизначеність. Закон є також недійсним через невизначеність, якщо законодавчий орган передає суддям та/або посадовим особам повноваження настільки широкі, що це може призвести до необґрунтованого кримінального переслідування. Пов'язаним з «недійсність через невизначеність» є поняття «неконституційної невизначеності» (див. нижче).
Узагальнимо зміст доктрини, він встановлює конкретні критерії яким повинні відповідати всі закони або законопроєкти, щоб вважатися конституційними. Ці критерії включають таке:
- закон повинен прямо встановлювати, що він наказує, і що підлягає виконанню,
- повинні бути надані визначення потенційно розпливчастих висловлювань.

## Витоки та призначення
У разі невизначеності, закон може бути визнаний недійсним на конституційних підставах. Зокрема, витоки доктрини невизначеності поширюються — в двох положеннях про належну правову процедуру — п'ятій та чотирнадцятій поправках до Конституції Сполучених Штатів. Суди повсюдно визначили, що нечіткі закони позбавляють громадян їх прав, лишаючи без справедливого судового процесу, таким чином, порушуючи належний порядок провадження справ.

Суддя Сазерленд висловився наступним чином стосовно доктрини невизначеності у справі Коннеллі проти Головної будівельної компанії (Connally v. General Construction Co.), 269 U.S. 385, 391 (1926):
«… умови кримінального кодексу […] повинні бути достатньо конкретними, щоб повідомити тим, хто є їх суб'єктом, яка поведінка зі свого боку може призвести до штрафних санкцій… і закон, який забороняє або вимагає здійснення вчинку в настільки непевних межах, що люди середнього розуму обов'язково повинні здогадуватися про його значення і розходитися в думках стосовно його застосування, порушує найпершу сутність дотримання належної правової процедури».
Принцип «недійсність через невизначеність» — це конституційна норма. Ця норма наполягає, що кримінальні закони повинні бути написані таким чином, щоб вони явно і виразно формулювали, яка саме поведінка заслуговує на покарання. Принцип «недійсність через невизначеність», таким чином, служить двом цілям. Перша: всі люди отримують справедливе попередження, що заслуговує на покарання, а що ні. Друга: доктрина невизначеності допомагає запобігти довільному застосуванню законів та необґрунтованому кримінальному переслідуванню. Однак, немає обмежень щодо того, яка поведінка може бути визначена злочинною, коли законодавчий орган не встановлює мінімальні керівні принципи для спрямування правозастосування (Див. с. 13 з).

## Конкретне застосування
Є принаймні два шляхи, якими закон може бути оскаржений як неконституційно невизначений:
- Коли закон не перераховує конкретно варіанти поведінки, які є обов'язковими або забороненими. В такому випадку, пересічний громадянин не знає, чого конкретно вимагає закон[3]. Також див. Коутс проти Цинциннаті.
- Коли закон конкретно не деталізує процедури, яких дотримуються посадові особи або судді, котрі розглядають справу. Як запобігання, закон повинен особливо докладно розповідати, що посадові особи мають робити, встановлюючи як те, що вони повинні робити, так і те, чого не повинні робити. Судді повинні, відповідно до доктрини, мати чітке уявлення про те, яким чином вони будуть вести справу.

Для обмеження невизначеності кримінального закону необхідні критерій вини та об'єктивний критерій, які точно визначають від якої шкоди захищають. Задовольняючи пункт про належну правову процедуру з п'ятої поправки, люди мають право розуміти межі чинності і характер законів, які можуть привести їх до кримінальної відповідальності. Таким чином, у справі Скіллінг проти Сполучених Штатів, було заявлено, що "кримінальний кодекс повинен визначати кримінальний злочин (1) з достатньою певністю, щоб звичайні люди могли зрозуміти, яка поведінка заборонена і (2) в такий спосіб, що не стимулює довільне і вибіркове застосування.

## Неконституційна невизначеність
Неконституційна невизначеність — це поняття, яке використовується, щоб скасовувати певні закони і судові рішення у федеральних судах Сполучених Штатів. Воно є похідним від принципу належної правової процедури обґрунтованого в п'ятій і чотирнадцятій поправках Конституції Сполучених Штатів. Ніхто не повинен ризикувати наразитися на кримінальне переслідування тільки тому, що він або вона не може прийнятно зрозуміти, яка поведінка заборонена законом.

### Приклади неконституційної невизначеності
- Верховний Суд Флориди у справі Франклін проти штату постановив, що державна заборона на тяжкий кримінальний злочин, содомію, була неконституційно розпливчастою, тому що «пересічна людина звичайного інтелекту» не могла певно знати, не роблячи припущень, чи «мерзенний та огидний злочин проти природи» включає оральний секс або тільки анальний[6].
- Папакристо проти Джексонвілу та Колендер проти Лоусона були двома справами Верховного Суду, в яких суд скасував закони проти бродяжництва за неконституційну невизначеність; обмеження такої діяльності, як «неробство», «мандри», або «блукання з місця на місце», закон залишив на розсуд поліції і, оскільки люди не могли певно знати, якого роду поведінка заборонена за законом, то могли потенційно понести кримінальну відповідальність за безвинну повсякденну діяльність[5].
- У справі селище Хоффман-Естейтс проти Хоффман-Естейтс, Інк. Верховний Суд розглядав позов щодо муніципальної постанови стосовно введення вимог щодо ліцензування та інших обмежень на магазини, в яких торгували приладдям для виготовлення наркотиків. Суд став на бік селища, вважаючи, що в такій судовій справі позивач повинен довести, що закон буде «неприпустимо розпливчастим у всіх його додатках»[7].
- Верховний суд США в справі місто Акрон проти Акронського Центру репродуктивного здоров'я скасував положення закону про аборти м. Акрон, який вимагав, щоб лікарі ліквідовували залишки плода в «гуманний і санітарний спосіб». «Гуманний» був визнаний неконституційно розпливчастим, як для «визначення поведінки суб'єкта кримінальної відповідальності»; лікар не міг бути впевнений, є його поведінка законною чи ні[8].
- Закон про примусове поновлення потерпілих у правах був визнаний настільки неточним, щоб бути неконституційним щодо певних відповідачів[9].
- Апеляційний суд Сполучених Штатів по третьому округу постановив, що умова умовно-дострокового звільнення, що забороняє обвинуваченому володіння «всіма формами порнографії, в тому числі легальною дорослою порнографією» був неконституційно невизначеним, через те, що це створює реальну небезпеку того, що заборона на порнографію врешті-решт може призвести до заборони на все, що особисто службовець визнає статево збуджуючим[10].